# Movimento niilista russo

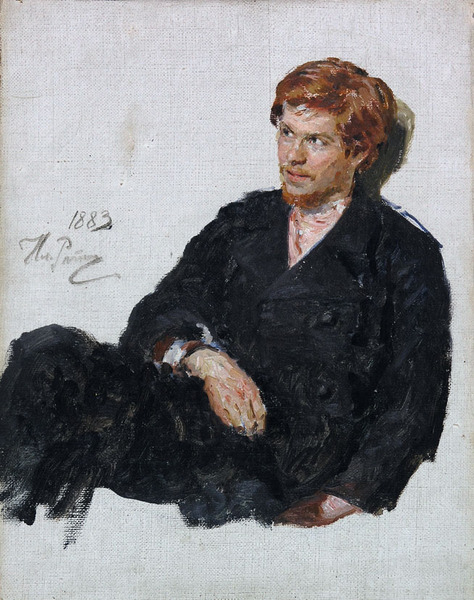
Retrato de um estudante niilista, por Ilya Yefimovich Repin

O fenômeno cultural russo conhecido como niilismo desenvolveu-se durante o reinado de Alexandre II (1881-1885), czar de carácter liberal e reformista. A década de 1860 é considerada a década do niilismo. A perda da Guerra da Crimeia (1854-1856), a abertura do regime ao exterior (abertura não só económica, mas também cultural e ideológica) e as relativas liberdades concedidas pelo czar - por exemplo, na imprensa - propiciaram um ambiente adequado para o desenvolvimento dessa nova subcultura. De carácter fundamentalmente intelectual, o niilismo representou uma reação contra as antigas concepções religiosas, metafísicas e idealistas. Neste sentido, os niilistas são considerados uma consequência direta do ocidentalismo russo (sobre o tema ver também Nikolai Strakhov). Os jovens, retratados como rudes e cínicos, combateram e ridicularizaram as ideias de seus pais. Essa atitude negativa e de desprezo ficou perfeitamente retratada no personagem Bazarov do romance "Pais e Filhos", de Turgueniev.
No extremo sentimentalismo de seus pais esses jovens só viam uma forma de hipocrisia. Observavam como seus românticos pais exploravam seus servos, maltratavam suas esposas e impunham uma disciplina estrita nos seus lares e, paradoxalmente, logo depois se dedicavam a fazer poemas e a exibir um comportamento ridículo, como ilustrou posteriormente o conhecido anarquista Piotr Kropotkin nas suas "Memórias de um revolucionário" (1899). Os niilistas rechaçavam e abandonavam em nome do progresso tudo o que não podia ser justificado cientificamente, como superstições, preconceitos e costumes. Criticavam as posições esteticistas na arte por se regozijarem com a beleza do abstracto e por carecer de uma utilidade social real. Adoptaram também uma postura ética utilitarista denominada "egoísmo racional", com base na qual buscaram redefinir as relações sociais em âmbitos como a amizade, o amor e o trabalho.
O niilismo foi um movimento cultural que influenciou a juventude aristocrática russa na segunda metade do século XIX. A maioria dos seus adeptos era a favor de reformas democráticas e da abolição da servidão na Rússia, razões pelas quais foram posteriormente perseguidos. Em suas Memórias de um Revolucionário, Piotr Kropotkin o descreve:
Em primeiro lugar, o niilista declarou guerra contra o que ele descreveu como "as mentiras convencionais da humanidade civilizada." Sinceridade absoluta era a sua marca registada, e em nome dessa sinceridade ele renunciava, e pedia aos outros que também renunciassem, às superstições, preconceitos, hábitos e costumes que a sua razão não pudesse justificar. Ele recusava a dobrar-se à autoridade excepto à da razão, e na análise de cada instituição social ou hábito ele revoltava-se contra toda sorte de sofisma mais ou menos mascarado.
Essas pessoas não tinham nenhum ideal de reconstrução social em mente, nenhuma intenção revolucionária. Elas apenas queriam ensinar a massa de camponeses a ler, instruí-los, dar auxílio médico, e ajudá-los de qualquer forma a sair da escuridão e miséria, e aprender ao mesmo tempo quais eram os seus ideais populares de uma melhor vida social.
George Kennan, um americano que visitou a Rússia czarista, também se surpreendeu com a ideia, então prevalecente nos países ocidentais, de que os niilistas russos eram "arremessadores de bombas". Para ele, aqueles eram apenas cidadãos pacíficos, que sinceramente esperavam que o governo melhorasse a situação de seus súbditos.

## Má fama indevida
O governo czarista não discriminava os opositores pacíficos dos adeptos da violência, e a repressão policial sufocou o movimento. Em conexão com o recrudescimento do regime, um grupo chamado de Pervomartovtsi, pertencente ao Naródnaia vólia (Vontade do Povo), assassinou o Czar. Essa ação foi atribuída aos niilistas. Entretanto, esta afirmação não faz sentido: jamais houve uma organização formal que ligasse os niilistas, nem arcabouço teórico que os unificasse, e muito menos líderes tomando decisões como a de assassinar o Czar. O movimento niilista foi espontâneo, e estava muito mais ligado aos valores pessoais do que à atividade política propriamente dita.